# Тюк, Дэниел Гек
Дэниэл Гек Тюк (19 апреля 1827 — 5 марта 1895) — британский врач и психиатр, представитель известной семьи Тюков, многие члены которой занимались психиатрией.

## Жизнь и творчество
Родился в семье квакеров из Йорка, которые ещё с XVIII века занимались изучением психических заболеваний и поисками их излечения. Родоначальником этого дела стал его прадед Уильям Тюк (1732—1822), по основному роду занятий купец, который основал в 1792 году в Йорке первый приют для людей с психическими заболеваниями, где пациентов не держали на цепях и старались обращаться с ними как можно гуманнее, что впоследствии было признано революционным изменением в подходе к лечению душевных болезней. Впоследствии работу по руководству этой больницей продолжали его дед Генри Тюк, отец Сэмюэль Тюк (1784—1857), управлявший приютом на протяжении 50 лет, первым составивший подробное описание учреждения и применяемых в нём методов лечения (а также ряд других сочинений), и старший брат Джеймс Тюк (1819—1896).
Сам Дэниэль получил юридическое образование и с 1845 года служил солиситером, но в 1847 году присоединился к семейному делу и начал работать в психиатрической больнице Тюков. С 1850 года он также работал в больнице св. Варфоломея в Лондоне, с 1852 года был членом Королевского колледжа хирургов; медицину изучал самостоятельно и в 1853 году получил степень доктора медицины от Гейдельбергского университета, в том же году совершил поездку за границу, ознакомившись с положением дел в психиатрических лечебницах в разных странах. По возвращении читал лекции по психиатрии в Йоркской медицинской школе, долгое время был консультантом лондонского заведения Бэдлам, председателем Медико-психологического общества. В 1859 году по причине ухудшения здоровья был вынужден прекратить руководство семейной лечебницей и в течение следующих четырнадцати лет жил в Фалмуте. В 1875 году поселился в Лондоне и открыл частную практику как психиатр. В 1880 году стал редактором журнала по психиатрии Journal of Mental Science, занимая эту должность до конца жизни.
В 1858 году совместно с Джоном Чарльзом Бакниллом издал работу «Manual of Psychological Medicine», ставшую результатом его длительного изучения лунатизма. Кроме многочисленных журнальных статей и сочинений по практической психиатрии, он написал ценную книгу, «О влиянии души на тело» (переведена на русский язык), также под его редакцией вышел словарь психологической медицины.